# Leporinus vanzoi
Leporinus vanzoi é uma espécie de peixe da família dos Anostomídeos e da ordem dos caraciformes. Vivem em zonas de clima tropical, na América do Sul, incluindo o Brasil.